# Slimane (cantante)
Slimane Nebchi (Montfermeil, Francia, 13 de octubre de 1989) es un cantautor, compositor y actor francés. Representó a Francia en el Festival de la Canción de Eurovisión 2024 con la canción «Mon Amour», quedando clasificado en cuarta posición. 

## Trayectoria artística
Slimane es de ascendencia argelina y creció en Les Lilas, un suburbio de París. En 2002 descubrió su pasión por el canto y formó parte de un coro de góspel. Durante los siguientes años participó en varios concursos de talentos como Popstars o The X Factor. Sin embargo, el éxito no llegó hasta 2016, cuando Nebchi se proclamó vencedor de la quinta temporada del concurso televisivo The Voice: La plus belle voix.
Desde entonces, Slimane ha publicado un EP y cuatro álbumes de estudio, todos certificados por el Syndicat National de l'Édition Phonographique (SNEP) y la Belgian Entertainment Association (BEA).
En 2020 fue el ganador de las Victoires de la Musique por su canción "Ça va ça vient" con la cantante Vitaa. Actualmente también ha ejercido como jurado en varios concursos de televisión y programas de talento tanto en Francia como en Bélgica. Asimismo, ha incursionado en el cine (Break), en teatro (Marie-Antoinette et le Chevalier de Maison-Rouge) en televisión (Léo Matteï) como actor.
En 2024 participó del Eurovision y quedó en 4to lugar representando a Francia con la canción “mon amour”.

## Discografía

### EPs
| Título          | Detalles                                                                               |
| --------------- | -------------------------------------------------------------------------------------- |
| Tourne le monde | - Publicación: 5 de abril de 2011 - Discográfica: Jasamara - Formato: Descarga digital |

### Álbumes de estudio
| Título                  | Detalles                                                                                                   | Posiciones en listas musicales | Posiciones en listas musicales | Posiciones en listas musicales | Posiciones en listas musicales | Posiciones en listas musicales | Posiciones en listas musicales | Ventas         | Certifications                  |
| Título                  | Detalles                                                                                                   | FRA                            | BEL (Flan.)                    | BEL (Val.)                     | ALE                            | SUI                            | SUI (Ro.)                      | Ventas         | Certifications                  |
| ----------------------- | --- | ------------------------------ | ------------------------------ | ------------------------------ | ------------------------------ | ------------------------------ | ------------------------------ | -------------- | ------------------------------- |
| À bout de rêves         | - Publicación: 8 de julio de 2016 - Discográfica: ULM, Mercury, Universal - Formato: CD, descarga digital  | 1                              | 116                            | 1                              | —                              | 4                              | 1                              |                | - SNEP: 2× Platino - BEA: Oro   |
| Solune                  | - Publicación: 26 de enero de 2018 - Discográfica: ULM, Mercury, Universal - Formato: CD, descarga digital | 1                              | —                              | 1                              | —                              | 8                              | 1                              |                | - SNEP: Platino - BEA: Platino  |
| VersuS (con Vitaa)      | - Publicación: 23 de agosto de 2019 - Discográfica: Mercury - Formato: CD, descarga digital, streaming     | 1                              | 78                             | 1                              | 99                             | 6                              | —                              | - FRA: 301 896 | - SNEP: Diamante - BEA: Platino |
| Chroniques d'un Cupidon | - Publicación: 2 de septiembre de 2022 - Discográfica: Mercury - Formato: Descarga digital, streaming      | 1                              | 83                             | 1                              | —                              | 6                              | 1                              |                | - SNEP: Platino - BEA: Oro      |

### Sencillos

#### Como artista principal
| Año  | Título                             | Posiciones en listas musicales | Posiciones en listas musicales | Certificaciones             | Álbum                   |
| Año  | Título                             | FRA                            | BEL (Val.)                     | Certificaciones             | Álbum                   |
| ---- | ---------------------------------- | ------------------------------ | ------------------------------ | --------------------------- | ----------------------- |
| 2016 | "Paname"                           | 10                             | 2* (Ultratip)                  | - SNEP: Platino             | À bout de rêves         |
| 2016 | "À fleur de toi"                   | 12                             | —                              | - SNEP: Oro                 | À bout de rêves         |
| 2016 | "Le vide"                          | 68                             | —                              |                             | À bout de rêves         |
| 2016 | "Adieu"                            | 75                             | 9* (Ultratip)                  |                             | À bout de rêves         |
| 2016 | "La famille ça va bien !"          | 139                            | —                              |                             | À bout de rêves         |
| 2016 | "On n'oublie pas"                  | 192                            | —                              |                             | À bout de rêves         |
| 2016 | "Abîmée" (con Léa Castel)          | 37                             | 8                              |                             | À bout de rêves         |
| 2017 | "J'en suis là"                     | 14                             | —                              |                             | Solune                  |
| 2017 | "Viens on s'aime"                  | 103                            | 10                             | - SNEP: Platino             | Solune                  |
| 2018 | "Luna" (feat. Boostee)             | —                              | 10                             |                             | Solune                  |
| 2018 | "Je te le donne" (con Vitaa)       | 12                             | 3                              | - SNEP: Diamante            | VersuS                  |
| 2019 | "Nous deux"                        | —                              | 13                             |                             | Solune (Edición Deluxe) |
| 2019 | "Les choses simples" (con Jenifer) | 183                            | —                              | - SNEP: Oro                 | Nouvelle page (Jenifer) |
| 2019 | "Versus" (con Vitaa)               | 159                            | 35                             | - SNEP: Oro                 | VersuS                  |
| 2019 | "Ça va ça vient" (con Vitaa)       | 45                             | 4                              | - SNEP: Platino             | VersuS                  |
| 2019 | "Avant toi" (con Vitaa)            | 11                             | 2                              | - SNEP: Diamante - BEA: Oro | VersuS                  |
| 2019 | "Pas beaux" (con Vitaa)            | 112                            | —                              |                             | VersuS                  |
| 2019 | "Ça ira" (con Vitaa)               | 178                            | —                              |                             | VersuS                  |
| 2020 | "De l'or" (con Vitaa)              | 109                            | 8                              |                             |                         |
| 2021 | "Belle" (con Dadju y Gims)         | 36                             | —                              |                             | Le Fléau (Gims)         |
| 2022 | "La recette"                       | 39                             | 7                              |                             |                         |
| 2022 | "Des milliers de je t'aime"        | 30                             | 7                              |                             |                         |
| 2023 | "Chez toi" (feat. Claudio Capéo)   | —                              | 31                             |                             |                         |

#### Como artista invitado
| Año  | Título                                                          | Posiciones en listas musicales | Posiciones en listas musicales | Posiciones en listas musicales | Certificaciones  | Álbum          |
| Año  | Título                                                          | FRA                            | BEL (Val.)                     | SUI                            | Certificaciones  | Álbum          |
| ---- | --------------------------------------------------------------- | ------------------------------ | ------------------------------ | ------------------------------ | ---------------- | -------------- |
| 2018 | "Bella ciao" (Naestro feat. Maître Gims, Vitaa, Dadju, Slimane) | 1                              | 13                             | 41                             | - SNEP: Diamante | Ceinture noire |
| 2018 | "Safe Digga" (Mike Singer feat. Slimane)                        | —                              | —                              | —                              |                  | Deja Vu        |

## Filmografía

### Como actor
| Año  | Título                          | Personaje | Notas               |
| ---- | ------------------------------- | --------- | ------------------- |
| 2016 | Léo Matteï, Brigade des mineurs | Raphaël   | Serie de televisión |
| 2018 | Break                           | Malik     | Película            |
| 2023 | Jusqu'ici tout va bien          | Él mismo  | Serie de televisión |

### Como concursante
| Año              | Programa                       | Cadena   | Temporada             |
| ---------------- | ------------------------------ | -------- | --------------------- |
| 2007             | Popstars                       | M6       | Temporada 4           |
| 2009             | Nouvelle Star                  | M6       | Temporada 7           |
| 2011             | X Factor                       | M6       | Temporada 2           |
| 2012             | Encore une chance              | NRJ 12   |                       |
| 2016             | The Voice : La plus belle voix | TF1      | Temporada 5 (Ganador) |
| 2018             | Fort Boyard                    | France 2 |                       |
| 2019             | Boyard Land                    | France 2 |                       |
| 2019-2021 y 2023 | Les Enfoirés                   | TF1      |                       |

### Como jurado
| Año       | Programa                         | Cadena | Temporada                                |
| --------- | -------------------------------- | ------ | ---------------------------------------- |
| 2018      | La France a un incroyable talent | M6     | Temporada 13                             |
| 2019      | Miss Francia 2019                | TF1    | 89.ª edición                             |
| 2018-2019 | The Voice Bélgica                | La Une | Temporadas 7 y 8                         |
| 2020      | The Voice Kids Bélgica           | La Une | Temporada 1                              |
| 2021      | The Voice : La plus belle voix   | TF1    | Temporada 10 y All Stars (como invitado) |
| 2023      | The Voice Kids Francia           | TF1    | Temporada 9                              |